# Joseph Papineau
Pour les articles homonymes, voir Papineau.
Joseph Papineau, né le 16 octobre 1752 à Montréal et mort le 8 juillet 1841 dans la même ville, est un arpenteur, notaire, agent seigneurial, seigneur et homme politique bas-canadien.

## Biographie

### Milieu familial et éducation
Petit-fils d'un soldat français arrivé du Poitou et devenu cultivateur en Nouvelle-France, fils d'un tonnelier de Montréal, Joseph Papineau est issu d'un milieu modeste. Après des études primaires à l'école des Sulpiciens de Montréal, il continue sa formation en 1765 sous la tutelle de Jean-Baptiste Curatteau, curé de Longue-Pointe (Montréal), qui conseille à ses parents de lui permettre de compléter ses études classiques, ce qu'il fera au Petit séminaire de Québec, de 1767 à 1771. Devant choisir une orientation professionnelle, il décide de s'initier à l’arpentage auprès de Jean de Lisle, par ailleurs notaire. Il reçoit sa commission d’arpenteur le 20 juillet 1773 et commence à exercer son métier. Il s’y distingue rapidement et les Sulpiciens, qui possèdent l'Île de Montréal et plusieurs autres seigneuries dans la région de Montréal, retiendront bientôt ses services. Sa position socio-économique se consolide alors. Souhaitant faire un travail moins accaparant, il s'oriente vers le notariat, qui « lui semble plus près de ses goûts et de son tempérament ». En 1775, toujours chez De Lisle, il débute un stage de clerc en notariat. Sa commission de notaire lui est délivrée en 1780.

### Notaire et arpenteur
En 1779, il épouse Rosalie Cherrier, fille d'un notable, François-Pierre Cherrier, notaire de renom dans la région du Richelieu. Cette union l'introduit au sein de la haute société de son temps et est pour lui un tremplin alors qu'il amorce une carrière notariale « exceptionnellement longue et fructueuse » qui s'échelonnera sur une soixantaine d'années. Grâce à elle et à ses activités d'arpenteur et d'agent seigneurial, il amassera une fortune considérable.
Au cours de la période 1781-1803, Papineau exerce de manière particulièrement dynamique son activité de notaire. Il développe rapidement sa clientèle, qui provient de tous les milieux socio-économiques, dans la région de Montréal ainsi que « dans  les seigneuries de Saint-Hyacinthe, de l’Île-Jésus, Saint-Sulpice, des Mille-Îles, du Lac-des-Deux-Montagnes, de la Petite-Nation et celles qui sont situées sur les rives du Richelieu ». Les Sulpiciens retiennent à nouveau ses services, comme notaire cette fois, de même que le Séminaire de Québec, qui possède la seigneurie de l'île-Jésus.
Durant les années 1804 à 1841, si son activité de notaire paraît moins impressionnante que dans la période de ses débuts, elle n'en est pas moins importante. Durant les 24 dernières années de sa vie, il rédigera pas moins de 1 000 actes notariés. Il est alors considéré comme une autorité en matière d'affaires notariales. On fait souvent appel à lui afin de régler « des causes complexes qui concernent de difficiles successions de familles de la bourgeoisie et de la petite noblesse seigneuriale».

### Agent seigneurial
En 1788, le séminaire de Québec lui confie l'administration de la seigneurie de l’Île-Jésus et de celle de la Petite-Nation, qui n'est pas encore développée. La seigneurie de l’Île-Jésus serait l'objet principal de ses préoccupations. Il la gère très efficacement et la rentabilise au maximum. Lors de cette même année 1788, les Sulpiciens l'embauchent à leur tour, le chargeant de plusieurs fonctions administratives dans leurs seigneuries. Cette situation, très avantageuse, est favorable au développement de ses intérêts. Comme l'écrit Richard Chabot, « Notaire, arpenteur, agent seigneurial, en rapport constant avec les propriétaires fonciers et les marchands influents, situé en quelque sorte au carrefour de trois catégories sociales – petite noblesse seigneuriale, clergé, bourgeoisie –, Papineau est mieux placé que quiconque pour tirer profit du régime seigneurial et de son mode d’exploitation. »

### Seigneur
Joseph Papineau obtient en 1801 du séminaire de Québec une partie de la seigneurie de la Petite-Nation, en compensation d’honoraires. Deux ans plus tard, il achète le reste de celle-ci. En 1814, à sa retraite de la vie politique, il se consacre à temps plein à la mise en valeur de la Petite-Nation. Il verra à la développer afin d'en tirer le plus grand revenu possible, tant des censitaires que des ressources naturelles qui s'y trouvent. En 1817, il vend la seigneurie à son fils Louis-Joseph pour la somme de 500 livres. Il continue cependant à participer à l’administration de la seigneurie, en tant que conseiller de son autre fils Denis-Benjamin, qui en est resté l’administrateur.

### Militaire
En 1776, lors de la guerre contre les Américains, il s'illustre en transportant des dépêches importantes arrivées à Montréal pour le gouverneur Guy Carleton, alors à Québec. Avec un dénommé Lamothe, il aurait parcouru la distance entre Montréal et Québec à pied en plein hiver en évitant les grands chemins. Selon Laurent-Olivier David, « ils cachèrent leurs dépêches dans des bâtons creux, qui leur servaient de cannes, et partirent pour leur lointain et périlleux voyage. Ils marchèrent de presbytère en presbytère, obligés d'avoir recours à toute espèce de ruses pour ne point tomber, avec leurs dépêches, entre les mains des Américains et des insurgés canadiens. Le 11 mars, trois semaines après leur départ, ils étaient en face de Québec, sur les hauteurs de Lévis. »
Là, ils eurent recours à un stratagème pour passer inaperçus et arriver sains et saufs à la citadelle avec leurs dépêches. « Ils s'entourèrent la tête avec des mouchoirs blancs et mirent leurs chemises par-dessus leurs vêtements. » Ainsi accoutrés, ils franchirent le fleuve, sur les mains et les pieds, au milieu des bancs de neige et de glace.
Le succès de leur mission leur valut alors une certaine notoriété. Par la suite, Papineau entra dans la compagnie du capitaine Marcoux, qui défendait l'un des postes de Québec.

### Vie publique
Ayant commencé à acquérir une fortune importante et s'étant déjà constitué un réseau grâce à ses activités professionnelles et sa position sociale, Papineau devait inévitablement être entraîné vers la chose publique même si, dans son cas, c'était quelque peu à son corps défendant. De ses années de collège, il a gardé des positions modérées, un respect des institutions britannique et des valeurs d’Ancien Régime.
En novembre 1784, il fait partie du comité réformiste canadien réunissant des membres des bourgeoisies francophones et anglophones. Il prend part à la rédaction de la pétition du 24 novembre 1784 qui vise à sensibiliser Londres au projet d’établissement d’une chambre d’Assemblée dans la colonie — un moyen, dans son esprit, de préserver les droits de la collectivité francophone.
En 1791, l'Acte constitutionnel voté au Parlement britannique crée un parlement provincial doté d'une chambre d’Assemblée dans le Bas-Canada. Après s'être fait prier, il se lance dans l'arène politique en 1792 et est élu, sans opposition, dans la circonscription de Montréal ; quatre ans plus tard, il sera désigné, toujours sans opposition, dans la circonscription de Montréal-Est. Député, il sera souvent absent de la chambre, et participera peu aux débats. Pour lui, la vie politique n'est pas une vocation, mais un devoir qu'il s'impose. Et il ressentira, très fortement, durant toute sa vie publique, l'appel de sa carrière professionnelle.
C'est en 1793 que survient un des hauts faits de son engagement politique. Lors du débat sur la langue de la législation et des délibérations de l’Assemblée, Papineau proteste contre la proposition qui veut faire en sorte que l'on rédige uniquement en anglais les procès-verbaux de l’Assemblée. Grâce à lui, on décide qu’ils seront rédigés soit en français soit en anglais, selon qu’ils touchent au droit civil français (suivant la Coutume de Paris) ou au droit criminel anglais.
Désireux de retourner à ses affaires, il choisit de ne pas se représenter lors du scrutin de juillet 1800. Mais, sous la pression de ses électeurs, il sera finalement à nouveau candidat et élu député de Montréal. Après avoir acquis la seigneurie de la Petite-Nation, il décide, en 1804, de quitter la vie politique, pour se consacrer à sa nouvelle propriété. La conjoncture politique le ramènera bientôt au parlement. En effet, c'est l'époque où s'amorce un conflit acrimonieux entre le parti canadien et les marchands et bureaucrates anglophones pour le contrôle des institutions politiques. Papineau, sollicité par des électeurs de la circonscription de Montréal-Est, fait un retour en politique à la fin de l’année 1809. Même s'il est en désaccord avec les positions de plusieurs députés du parti canadien, il veut collaborer en vue de trouver une solution à la crise politique qui secoue la chambre d'Assemblée. En 1810, Pierre-Stanislas Bédard, leader du parti canadien, est emprisonné. Les députés de son parti exigent sa libération. En cela, ils sont appuyés par Joseph Papineau et par son fils Louis-Joseph, élu lui aussi en 1809. Joseph Papineau demande une enquête sur les agissements du gouverneur sir James Henry Craig. Insatisfait, il va plaider la cause de son collègue auprès du gouverneur. En vain.
La résolution de la crise parlementaire est favorisée par la nomination d'un nouveau gouverneur, sir George Prévost, qui se veut plus conciliant que Craig. La guerre de 1812 avec les États-Unis tournera par ailleurs les esprits vers d'autres préoccupations. Le leadership de Bédard sortira affaibli de cette affaire et c'est Louis-Joseph Papineau, élu président de la chambre d'Assemblée en 1815, qui s'imposera dorénavant comme chef du parti canadien. En 1814, au terme de son mandat de député, Joseph Papineau prend pour de bon sa retraite de la vie politique et retourne sur ses terres de la Petite-Nation. En politique, il aura connu « une carrière importante, mais sans grand éclat », conclut Richard Chabot.
Le tournant radical du parti patriote dans les années 1830 est pour lui une source d'inquiétude. Il n’approuve pas les idées avancées de son fils Louis-Joseph (démocratie, républicanisme, souveraineté populaire, enseignement laïque, séparation de l’Église et de l’État, etc.), mais la solidarité du clan familial l'empêche de s’opposer ouvertement à lui. Lors des rébellions de 1837-1838, même s'il est le père du chef des patriotes, il n’est pas inquiété par les autorités britanniques. En 1838, il visite Louis-Joseph à Saratoga (Schuylerville, New York) où il s’est réfugié après la défaite. Craignant que le gouvernement ne confisque ses biens, il lui conseille de vendre dès que possible la seigneurie de la Petite-Nation.

### Fin de vie
Atteint d'une grave maladie qu'il supporte stoïquement, et affecté par les rébellions et leurs conséquences. Papineau retrouve la foi de ses ancêtres. Peu de temps avant sa mort, qui eut lieu le 8 juillet 1841, il rencontre en effet Mgr Ignace Bourget, évêque de Montréal, et se réconcilie avec le catholicisme. Il fut inhumé dans le cimetière de Montréal. Son corps a plus tard été transporté à Montebello, dans le caveau de la chapelle funéraire consacrée à la famille.
Joseph Papineau avait épousé, en 1779, Délie Rosalie Cherrier (1756-1832), de Saint-Denis. De ce mariage naquirent : 
- Louis-Joseph (1786-1871), seigneur de la Petite-Nation, homme politique et patriote ;
- Rosalie (1788-1857), qui épouse Jean Dessaulles, seigneur de Maska et homme politique ;
- Denis-Benjamin (1789-1854), agent des terres de la Petite-Nation et homme politique ;
- André-Augustin (1790-1876), notaire ;
- Toussaint-Victor (1798-1869), prêtre[3].

Délie Rosalie Cherrier est la sœur de la mère de Jean-Jacques Lartigue, évêque de Montréal, et de la mère de Denis-Benjamin Viger, journaliste et homme politique.

## Généalogie

Registres de l'état civil du Québec
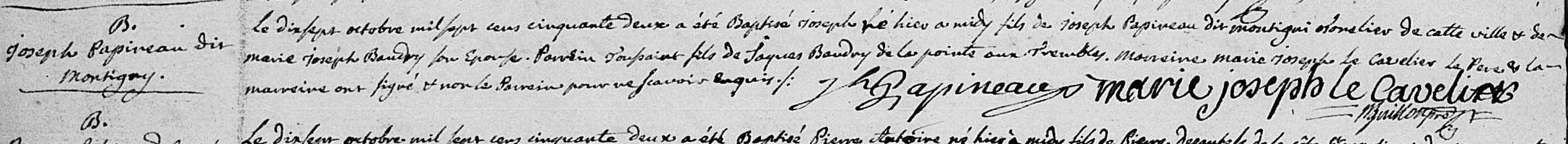
Acte de baptême de Joseph Papineau dit Montigny. 17 octobre 1752. Paroisse Notre-Dame de la ville de Montréal.
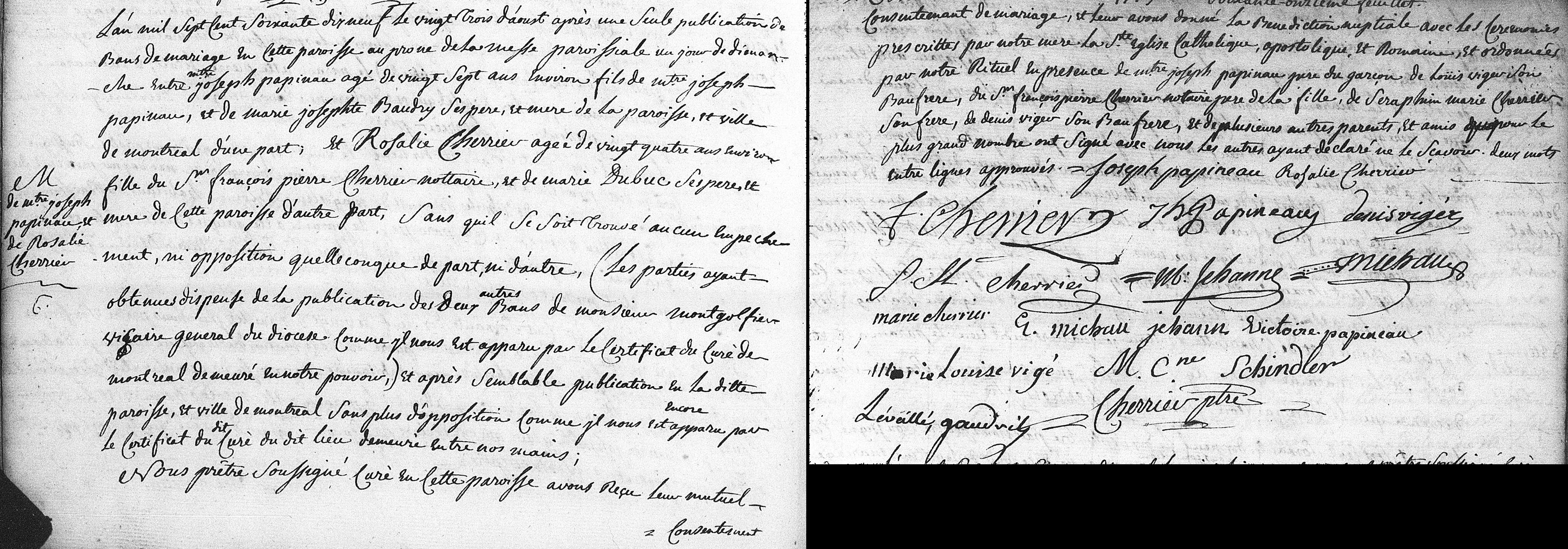
Acte de mariage entre Joseph Papineau et Rosalie Cherrier. 3 août 1779. Paroisse Saint-Denis de la ville de Saint-Denis.
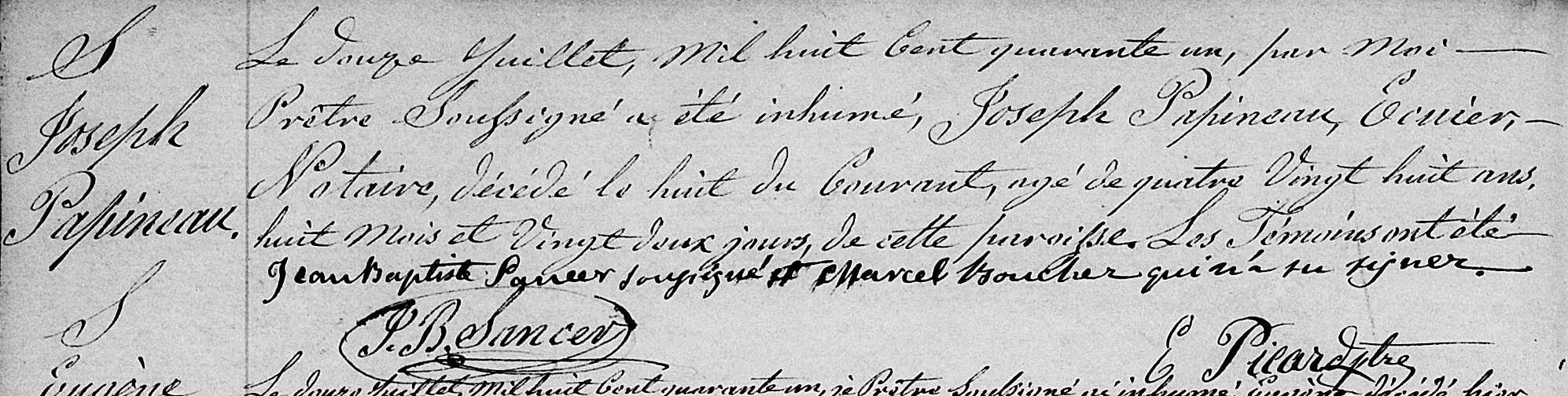
Acte de sépulture de Joseph Papineau. 12 juillet 1841. Paroisse Notre-Dame de la ville de Montréal.
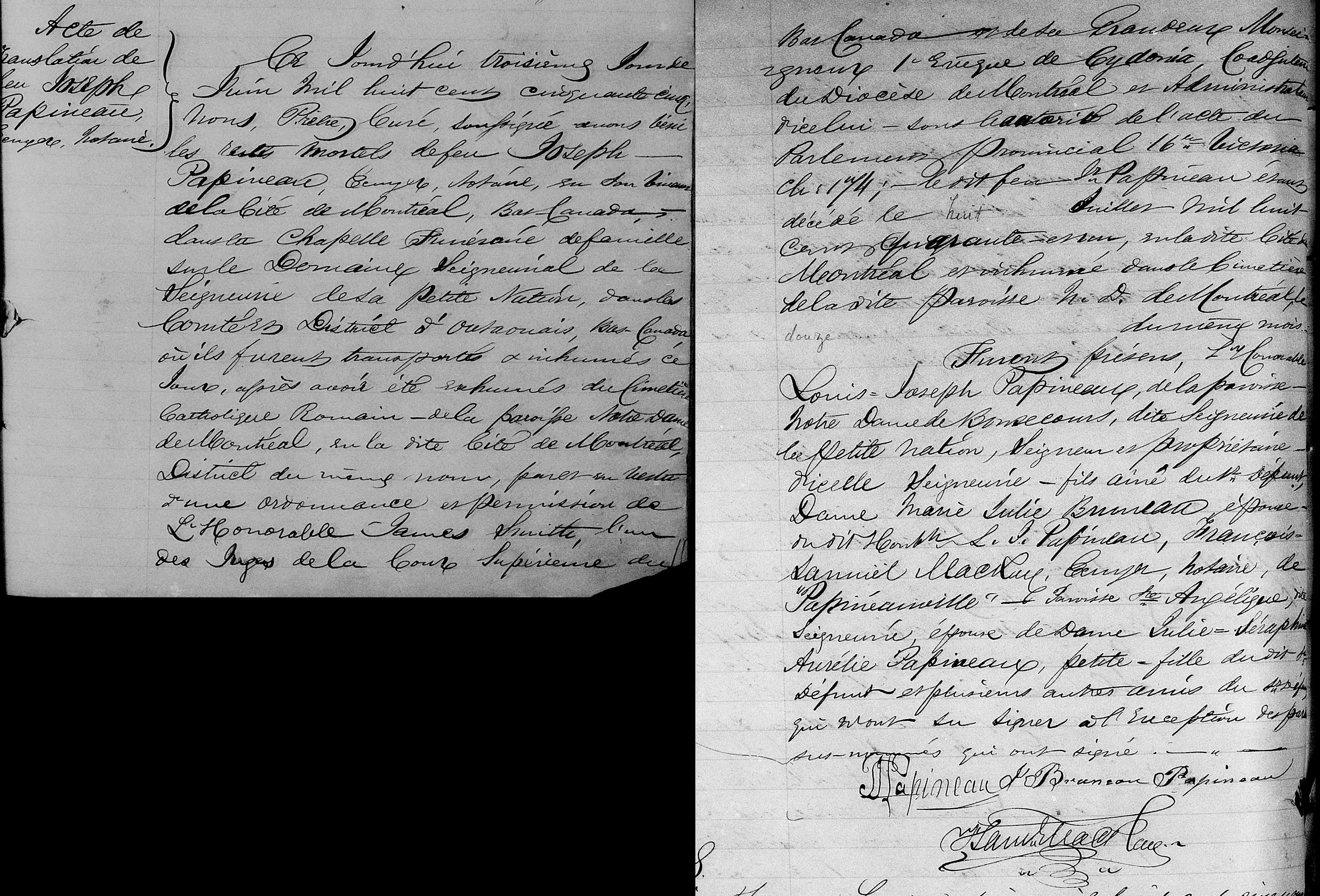
Acte de translation des restes de Joseph Papineau, de Montréal vers La Petite Nation. 3 juin 1855. Paroisse Notre-Dame-de-Bonsecours de la ville de Montebello.

## Commémoration
Un chemin de communication du Faubourg Sainte-Marie à la Côte de la Visitation près Montréal a été construit en 1810 à son instigation. Les investisseurs dans ce projet ont alors décidé d'appeler la voie « chemin Papineau », en son honneur. Le nom, remplacé par celui de chemin Victoria en 1838 à la suite des rébellions, a été rétabli en 1844. Il obtient sa forme actuelle, avenue Papineau, en 1890 par décision du Conseil municipal de Montréal.
Le pont Papineau-Leblanc ainsi que l'autoroute Papineau (A-19) ont été nommés en son honneur en 1968. Joseph Papineau apparaît dans le roman historique Le roman de Julie Papineau de Micheline Lachance.

### Archives
- Fonds Famille Papineau (P7) - centre d'archives de Montréal de Bibliothèque et Archives nationales du Québec